# Johanne James
Johanne James (Londra, 22 luglio 1960) è un batterista, compositore e produttore discografico britannico conosciuto soprattutto per la sua militanza nel gruppo progressive metal Threshold, nonché per la sua attività di turnista.

## Biografia
Iniziata la carriera all'inizio degli anni '90, si unì ufficialmente ai Threshold nel 2001 sostituendo Mark Heaney, che avvenne dopo aver fatto un tour con la band a supporto degli album Extinct Instinct e Clone.
È anche il batterista dei Symphony of Pain. È stato premiato come miglior batterista dalla Classic Rock Society cinque volte, nel 2004, 2006, 2007, 2008 e 2014.

## Discografia

### Solista
- 1998 - Hello and Goodbie
- 2003 - Now We Are Nothing

### Threshold
- Hypothetical (2001)
- Concert in Paris (2002)
- Critical Mass (2002)
- Wireless: Acoustic Sessions (2003)
- Critical Energy (2003)
- Subsurface (2004)
- Replica (2004)
- Surface to Stage (2006)
- Dead Reckoning (2007)
- The Ravages of Time: The Best of Threshold (2007)

### Collaborazioni (parziale)
- 1996 - Strange Hobby - Arjen Anthony Lucassen
- 2012 - Lost in the New Real - Arjen Anthony Lucassen
- 2011 - Behind the Black Veil - The Shadow Theory
- 2013 - Ravens and Lullabies - Oliver Wakeman